# 生长曲线 (天文)
天文学中，生长曲线（英語：Curve of growth）表示天体譜線的等效寬度关于参与吸收的粒子的柱密度的函数。它描述不同光深下谱线的轮廓与饱和程度。